# 全国青年問題研究集会
全国青年問題研究集会（ぜんこくせいねんもんだいけんきゅうしゅうかい）は、全国各地の青年団員らを対象として日本青年団協議会（日青協）が主催して開催される事業。近年は毎年3月上旬に東京・日本青年館で開かれている。一般的には道府県単位などで開催される青年問題研究集会（後述）も引っくるめて「青研」という略称で呼ばれている。

## 内容
参加するためには自分の居住する道府県青年団連合組織（道府県団）の推薦が必要とされる。したがって東京都など道府県団のないところを除いては、直接主催者に申し込んでも原則として参加できない。
参加者は自分たちが行っている青年団活動、あるいは日常の生活について、内容やその問題点などを1000字から2000字程度のレポートにまとめ上げ提出する。主催者は多岐にわたるこれらレポートをジャンル別に分け、テーマが類似するもの同士で分科会を設定する。一分科会の構成人員はだいたい10名前後である。
近年は大きく以下のジャンルが主催者により設定されている。
「豊かな文化・スポーツ・レクリエーション活動をすすめるために」
祭りなど伝統芸能の継承や合唱・演劇・踊り（よさこい、ヤートセ）などの文化活動の取り組み、スポーツイベントの運営やそれらのイベントの参加をきっかけに青年団に入団した体験等のレポートが当てはまる。
「青年の暮らしを豊かにするために」
就業に関する問題（就業環境や賃金など）や恋愛や結婚に関する問題など、自分たちの日常生活に関するレポートが当てはまる。傾向としては仕事や家庭と青年団活動の両立に悩むものが多い。
「集団活動を豊かに推進するための実践」
主に地域や市町村青年団連合組織（市町村団）のリーダーが対象。地域活動の取り組みや組織運営・拡充の問題点、青年団活動の意義などに関するレポートが当てはまる。近年の青年団組織の弱体化を反映して、このジャンルのレポートが最も多い。
「不公正・差別をなくして明るく住みよい平和な社会・環境をつくるための実践」
平和運動や地方自治、男女共同参画社会、人権等に関する問題など、地域における社会活動への取り組みに関するレポートが当てはまる。
「道府県単位の運動をどう組織していくか」
主に道府県団のリーダーやリーダー候補が対象。道府県団の運営や事業の拡充、そしてその存在意義などに関するレポートが当てはまる。
分科会には有識者や青年団OBによる助言者が配置されるが、この集会はあくまでも同じ問題意識を持った参加者同士による議論と、それによる問題解決に主眼が置かれており、基本的に助言者は、議論が膠着した時に自身の体験や専攻分野に基づくヒントの提示しか行わない。したがって、参加者に発言を促したり、議論が脱線しないようにリードする司会者には豊富な経験と高い技量が求められる。なお、司会者は日青協の役局員や道府県団の三役（団長・副団長・事務局長）レベルの役員が務めるケースが多い。
この他、例年著名人や有識者による講演が日程の中に組み込まれている。ちなみに2005年度の全国青研ではジャーナリストの江川紹子氏が講演した。また、近年は問題別集会と呼ばれる、参加者を対象とした学習会も企画されている。問題別集会では日青協が推進している北方領土問題に関するもののほか、その年々でクローズアップされている社会問題に関するものをテーマとして取り上げている。

## 歴史

### 開催の背景
1953年（昭和28年）、勤労青年による学習活動を促す事を目的に青年学級振興法が施行された。しかし、その前々年に結成された日青協は「合法的に金を貰っても青年の主体性を守る事は出来ない」とこの法律に反対の態度をとった。そして「主体性確立三カ年計画」を打ち出し、青年学級の学校教育的な形態と異なる青年による自主的な学習の方法を模索しはじめた。
既に地域青年団のレベルでは、いわゆる「共同学習」の運動は拡がりを見せていた。すなわち、戦後の混乱期の中で青年たちは社会の現状や悩みを知りたいと考え、自分たちの身近な問題として真剣に取り組むようになってきた。そしてこれらの問題は青年たちの共通の問題であるという事を集会や活動などを通じて知ると、これを共有し、みんなで考えて、みんなの取り組みによって解決したいという欲求が生まれてきたのである。
このような背景の中で、1955年（昭和30年）2月、日本教職員組合が開催していた「教育研究集会」を手本として、実践報告討議方式による第一回の全国青年問題研究集会（当時の名称は「全国青年問題研究大会」）が日本青年館で開催された。

### 初期の青研
参加者がレポートを持ち寄り、少人数の分科会にて議論するというスタイルは現在とほとんど変わらない。しかし、第一回の青研は各県代表5名（女子2名以上を含む）とオブザーバー5名以内という人数制限が設けられており、参加者には旅費（当時の国鉄三等料金の半額）が支給されていた。なおこの人数制限は第二回で緩和され、のちに撤廃されている。
最も異なるのが参加にいたるプロセスである。まず参加者は郡・市の青年団で開催される研究集会に参加し、郡・市の代表（上限30名）に選ばれなければならない。そして県の青研集会に参加し、県代表に選ばれた際に「中間報告」というレポートを主催者に提出する。このレポートは司会者、助言者の添削を受けて一旦参加者に返却される。参加者は返却されたものを元にもう一本レポートを書き上げ提出する。それを主催者がレポート集として印刷して参加者に送付し、それを読んで参加者は県内でさらに議論を深めた後、ようやく全国青研に参加できるという流れになっていた。

### 中心的議題の変遷
- 1950年代の青研では、農村（当時は農業従事者が圧倒的に多かった）における結婚の問題や青年人口の流出、青年団の旧弊（祭り中心のいわゆる「祭り青年団」、社会奉仕中心の「官制青年団」等々）からの脱却などが共有されるべき問題として取り上げられた。また、青年団の社会活動には社会的・政治的圧力、アカ呼ばわりの根拠の無い偏見もあった事などが報告されている。
- 1960年代は日米安保改定問題などの社会的背景を受けて、政治論議が激しく交わされた。当時の青年団は政治的な運動体路線に偏っていた事は否定できず、実際に執行部の左傾化が原因で分裂した県団もあったくらいである。また、沖縄や北方領土の返還運動に関するレポート、教育の差別問題（中学校における就職または進学における差別教育など）をテーマにしたレポートなども見られる。
- 1970年代は農村部だけでなく都市部でも青年団組織の再生が見られ、その取り組みに関するレポートや、青年団の中での女性活動の自覚化に関するレポートなど、青年団の組織論的レポートが多くなってくる。また、青年団による公害問題、環境問題に関する取り組みなども活発になり、火力発電所建設反対運動に関するレポートなども見られるようになった。
- 1980年代は第二次オイルショック後の不況とバブル景気が混在する不安定な時代で、レポートにも企業の合理化に伴い労働環境が厳しくなり、仕事と青年団の両立に悩むレポートが増えてきた。また、1989年（平成元年）にはついに農業問題の分科会が姿を消し、代わりに国際活動とボランティアの分科会が新設された。
- 1990年代は、いよいよ道府県団の衰退が顕著になり、青研の参加者数もそれを反映して、全盛期は500名前後の参加であったものがついに200名を割り込むようになる。そんな中でも、地域青年団の新しい取り組みとして、子どもの居場所づくりやいじめ根絶の運動、祭りの復活による地域コミュニティの再建の取り組みなどが報告されている。

## 道府県団、郡市町村団の青年問題研究集会
「初期の青研」のところでも触れたが、もともとは郡・市町村団単位で開催される青研に参加して議論を深め、道府県団の青研でさらに議論を積み重ねて全国青研に臨むのが本来のプロセスである。しかし、現在は郡・市町村単位で青研を開催しているところは極めて少なく、道府県単位の青研を開催しているところも日青協の加盟団中半数以下となっているのが現状である。このため、近年は議論の積み上げなくしていきなり全国青研に臨む参加者も少なくなく、他の参加者とのギャップが問題となっている。